# تیم ملی فوتبال زیر ۲۱ سال مالت
تیم ملی فوتبال زیر ۲۱ سال مالت (انگلیسی: Malta national under-21 football team) یا تیم ملی فوتبال جوانان مالت، نماینده کشور مالت در مسابقات فوتبال جوانان اروپا و جهان است که زیر نظر اتحادیه فوتبال مالت فعالیت می‌کند.